# Xylotheca kraussiana
Xylotheca kraussiana là một loài thực vật có hoa trong họ Achariaceae. Loài này được Hochst. miêu tả khoa học đầu tiên năm 1843.